# Ebo meridionalis
Ebo meridionalis là một loài nhện trong họ Philodromidae.
Loài này thuộc chi Ebo. Ebo meridionalis được Cândido Firmino de Mello-Leitão miêu tả năm 1942.